# Eerste Slag bij Bedriacum
De Eerste Slag bij Bedriacum was een gevecht tussen de troepenmachten van Vitellius en keizer Otho dat plaatsvond op 14 april 69. De Romeinse plaats Bedriacum is nu het Lombardische plaatsje Calvatone

## Wat voorafging
Na de zelfmoord van keizer Nero op 9 juni 68 werd Galba de nieuwe keizer. Op 1 januari 69 kwamen de legioenen in Neder-Germanië (Germania Inferior) onder het commando van Vitellius in opstand. Vitellius rukte naar Rome op met het 5e legioen Alaudae, 21e legioen Rapax en grote detachementen van de andere in Neder-Germanië gestationeerde legioenen en hulptroepen (auxilia); in totaal ongeveer 70.000 manschappen. Toen Galba van de naderende legers hoorde, benoemde hij ter versterking van zijn posities haastig Piso als zijn onderkeizer en beoogd opvolger, tot onvrede van Otho, die ook ambities voor het keizerschap had. Deze laatste liet Galba vermoorden, waarbij ook Piso en talloze andere mensen vermoord werden. Otho werd daarna benoemd tot de nieuwe keizer.

## De veldslag
Door het uitdelen van bonussen en de belofte van hervormingen had Otho de steun van de legioenen in Africa, Egypte, aan de Eufraat en de Donau verkregen, maar deze zouden niet op tijd arriveren om de legioenen van Vitellius tegen te houden. Otho had slechts de beschikking over het 1e legioen Adiutrix, het 13e legioen Gemina en een detachement (vexillatio) van het 14e legioen Gemina, aangevuld met de pretoriaanse garde en ongeveer 2000 gladiatoren. Na een aantal schermutselingen vond de grote slag tussen de troepen van Vitellius en die van Otho plaats bij de plaats Bedriacum (het huidige Calvatone). Otho's onervaren legers werden in de pan gehakt en ongeveer 40.000 soldaten sneuvelden. Toen Otho de omvang van de nederlaag zag, was hij zo aangeslagen dat hij besloot zich het leven te benemen om verder bloedvergieten te voorkomen. Zelfs het nieuws dat een aantal van zijn legioenen reeds in aantocht waren, kon hem niet meer op andere gedachten brengen. Op 17 april pleegde hij zelfmoord. Vitellius werd de nieuwe keizer van het Romeinse Rijk.

## Gevolgen
Teneinde het principaat te verwerven, had Vitellius van de noordelijke rijksgrens (limes) in Germania Inferior van een groot deel van de militaire bezetting onttrokken'; dit waren de legioenen waarmee hij naar Rome trok. Toen Vitellius de weerbare jongelingen van de Bataven liet oproepen voor militaire dienst, was dit met de slecht bemande vestingen langs de Rijn voldoende aanleiding voor Julius Civilis om de Bataafse Opstand te beginnen.
Lang kon Vitellius niet genieten van zijn keizerstitel: in de achtste maand van zijn regering kwamen de legioenen van Moesia, Pannonia, Judea en Syria tegen hem in opstand: ze kozen Vespasianus als hun leider en trokken op naar Rome. In de Tweede Slag bij Bedriacum werden de legers van Vitellius verpletterend verslagen.